# Île du Portage
Île du Portage (ang. Portage Island) – wyspa w kanadyjskiej prowincji Nowy Brunszwik, w esturium rzeki Miramichi. Jest znana ze swojej zabytkowej latarni morskiej wybudowanej w 1908 roku, która została przeniesiona do Centre Marine w Shippagan w 1986 roku. Całe terytorium wyspy chronione jest jako rezerwat przyrody.